# Santa María de Sando
Santa María de Sando è un comune spagnolo di 169 abitanti situato nella comunità autonoma di Castiglia e León.